# 肥田琢司

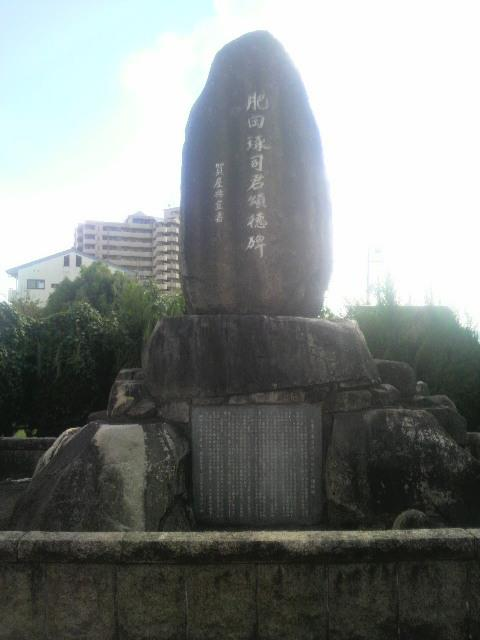
肥田琢司石碑

肥田 琢司（ひだ たくじ、1889年（明治22年）2月25日 - 1963年（昭和38年）5月6日）は、日本の政治家、広島県選出の衆議院議員。当選4回（第16、19、20、21回総選挙）。東急エビス産業取締役、トヨタディーゼル取締役、名古屋精糖顧問、日本コンクリート工業顧問。勲三等旭日中綬章受章。豊臣四天王として知られる木村重成一族の末裔。

## 来歴・人物

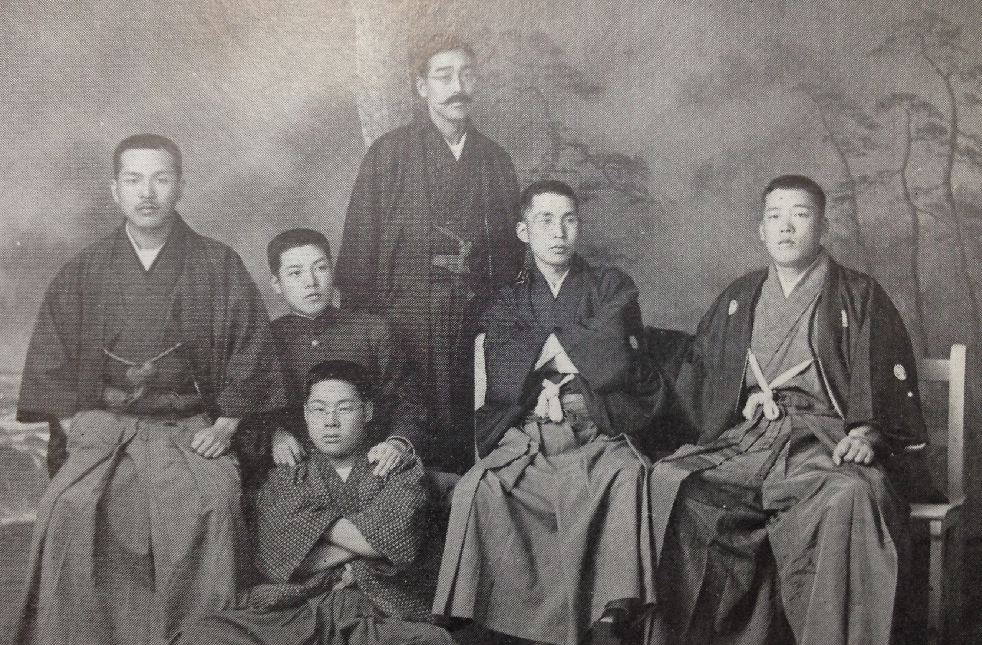
立憲青年自由党-首脳・肥田琢司

広島県出身。大正時代に板垣退助が相談役として参加した立憲青年自由党を率いた首脳であり、原敬と犬養毅の両首相を後援する政友会院外団の中核として一世を風靡した大物政治家。当時、青年政客として二十代で名を成していたのが、肥田兄弟と橋本徹馬であった。
1920年（大正9年）、肥田は原の私邸に呼ばれ、肥田の出身である広島五区からの出馬を要請された。しかし、これに望月圭介が反対したため肥田は原に出馬を断念する旨を伝えたところ、原は非常に憤慨し望月を説諭しておくので是非とも出馬して欲しいと切望したが、肥田は代わりに広島ガス社長の松浦泰次郎を立候補させることにして辞退した。1928年（昭和3年）、立憲政友会公認で中選挙区制時代の旧広島県第2区から第16回衆議院議員総選挙に立候補して初当選。以後総選挙に通算当選4回。1930年（昭和5年）の第17回衆議院議員総選挙 と1932年（昭和7年）の第18回衆議院議員総選挙では落選したものの、1936年（昭和11年）の第19回衆議院議員総選挙から連続3回当選した。

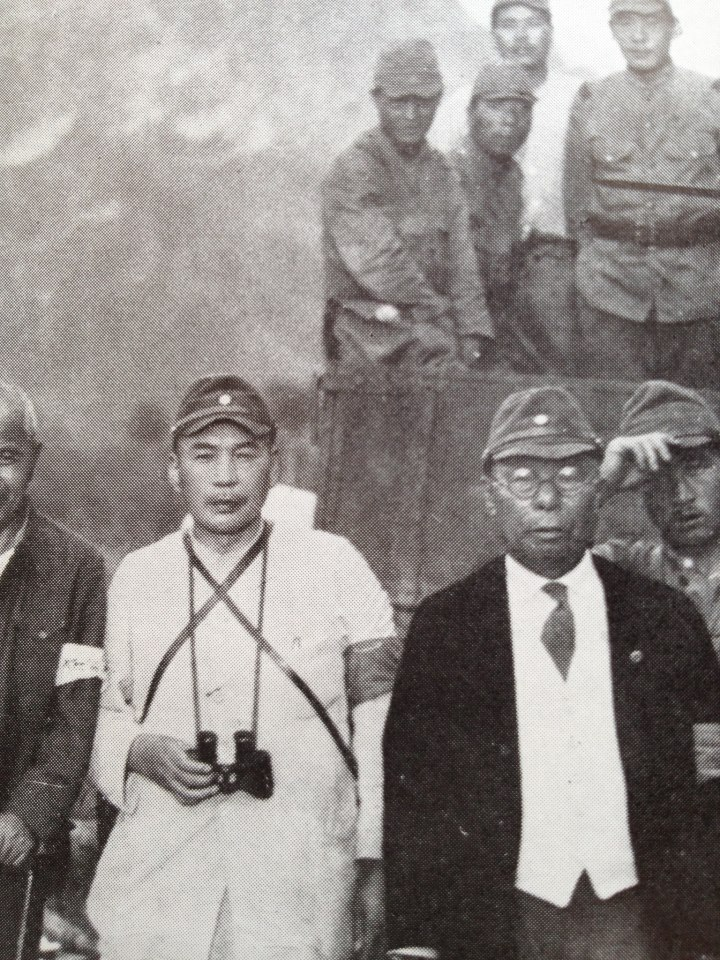
肥田琢司と小泉又次郎による戦地慰問

1939年（昭和14年）の政友会分裂に際しては久原房之助や鳩山一郎らとともに正統派に属し、1940年（昭和15年）の聖戦貫徹議員連盟結成に参加、政務調査会で副会長を務めた。1942年（昭和17年）の翼賛選挙では非推薦候補として当選、衆議院逓信委員長に就任した。1943年（昭和18年）、衆議院運輸委員長に就任。戦前は政友会正統派内でも久原に近かったことから戦後は肥田と同じく政友会正統派久原系の岡田忠彦・津雲国利・西村茂生・東条貞・松浦伊平らとともに院内会派・無所属倶楽部の結成に参加した。1944年（昭和19年）、対米戦争に反対していた肥田は議院役員会で打倒東條内閣を宣言し、武知勇記、西方利馬、馬場元治らの連判状を集めて圧力をかけていき東條内閣を総辞職に追い込んだ。1946年（昭和21年）から1952年（昭和27年）までGHQによる公職追放となり、1954年（昭和29年）に鳩山を総裁として結成された日本民主党で相談役を務め、1956年（昭和31年）には自民党広島県支部連合会を結成し初代会長に就任した。
晩年まで政財界の重鎮として君臨していた有力者として知られ、歴代総理大臣を初めとした政治家はもちろんのこと、全日空社長の岡崎嘉平太、NEC社長の梶井剛、富士重工社長の横田信夫などの財界人とも親交が深く、皇室の御意見番であり日本の黒幕と呼ばれた思想家の安岡正篤とは旧知の仲であった。TVドラマ化（淡島千景、関口宏、十朱幸代が出演）もされた小説火山列島（曽野綾子著）では、肥田家が石田家という仮名で登場している。
元麻布に肥田御殿と呼ばれた約600坪の本邸を構え、肥田一族の保養所として利用された軽井沢と熱海の各別荘には住み込みの管理人が常駐していた。1963年（昭和38年）、勲三等旭日中綬章を受章。肥田の功績を称えて広島県港町公園に建てられた石碑が、2011年（平成23年）の改修時に国道31号線沿いへ移設された。2016年（平成28年）にニュースメディアの記事で、肥田の著書が「歴史的人物と同世代に生きて直に交流があった肥田氏が語る敗戦までの政党興亡の歴史は臨場感があり、教科書や歴史書の剥製のような記述に血が通い、生きて動き出すような感覚を受ける」と評された。

## 人物像
- 池田勇人（元総理大臣）「肥田先生は私の同郷広島県出身の政治家で、父祖三代に亘る生粋の自由党の党人であります。私のような体験の乏しい者が、混迷に満ちた戦後の政界で出処進退を誤らず、政治家として中道を貫き得たのは、一に先生の永い間の御体験にもとづく御指導、御鞭撻の賜物であると存じます。先生の御体験よりの御助言は、私の政治活動に不動の信念を与えたのであります。静かに首相在任中の自らを省み、はじめて在りし日の先生の御助言の数々が盤石の重きを成していたことを痛感する次第であります」
- 鳩山一郎（元総理大臣）「肥田君が政治家として終始一貫愛国の至情に燃え、生死のギリギリの線上に活動していたことに、改めて胸を打たれる。これは非凡な政治家でなくてはできないことである」
- 岸信介（元総理大臣）「私はこの四十数年に渡る永い間の同志を失って、心の底に大きな空洞感じ、暫くは唖然とした思いであった。君と私との関係は、私の東大の学生時代より始ったのであった。私が総理として新安保条約という困難な問題の処理に直面している時、君は私の為に陰に陽に激励され、また時には適切なる助言をもって私を勇気づけられたのである。君を失ったことは、我々同志一同にとって損失なばかりでなく、ひいては日本の損失であり、また世界平和の為にも大なる損失と言わねばならない。私は、今ここにありし日の君の人情、識見、至誠、勇気等を偲び、君の死を悼むと共に、それを範として君の志を継ぐことを誓うものである」
- 綾部健太郎（元運輸大臣）「今日のように混迷の時局にあって、肥田君の如きはなくてはならぬ人物であり、いまこそ国家が、君のあの勘の良さと見透かしの正しさを必要とする時である。肥田君は生前明治維新の志士が好きで、自分のような人間は平和の時代より、乱世の世に役に立つ人間であると言っていた。肥田君の識見と力量は、いよいよその力を発揮するであろうに、今この時に至り君を失ったことは、いかにも残念至極である」
- 永山忠則（元自治大臣）「広島県は昔から政争の激しいところで、保守合同により、自由党と民主党が一体となって自民党が結成されても、自民党広島県連の結成は、不可能とさえ思われていたが、先生は郷土のためにあらゆる犠牲を払い、よく周囲の協調を図られ、昭和三十一年一月の広島県連の設立をみるに至ったのであった。そして先生は自らその初代会長の重責に当たられ、三年有余半の長きに亘り、よく党勢拡張の実を挙げ、今日の広島県連の基礎を築かれたのである」
- 小金義照（元郵政大臣）「戦後追放が解除されて、戦前代議士が続々と立候補されたが、先生は遂に後進者をそのまま推挙して自らは立候補せずに、更に一層高い次元に立って政界指導の役目におられ、有力者、無力者の間を奔走されつつ、日本の再建繁栄のために努力を惜しまれなかった。容易に真似のできない見識であると、尊敬してきたものである」
- 谷川和穂（元法務大臣）「先生は話が終わると、必ず玄関まで客を見送って出られる。相手が年をとっておられる方だろうが、駆け出しの若僧だろうが、そんなことはおかまいなしに必ず玄関まで見送って出られた。これには全く我々は恐縮を通りこして、申しわけなくて仕方なかったものである。入って来たときとは別に、辞さんとする者に対しては先生は実に鄭重だった」
- 馬場元治（元建設大臣）「肥田さんは何事にも屈託がない。飛び抜けた熱血漢で、事いやしくも国家のためとあれば、先輩であろうが高位高官のお偉方であろうが、断じて許さぬ。実によく同僚や後輩の面倒をみた人だった。おそらくその交友で肥田さんのお世話にならなかった人はないであろう。私は今の世にこんな立派な尊敬すべき先輩をもっていたことを喜ぶと同時に、在りし日の肥田さんを偲んでは、瞼が熱くなったり独り微笑んだり、ただ無限の感慨に打たれるのみである」
- 南条徳男（元農林大臣）「大隈内閣の対華21カ条要求が大きな政治問題となるや、青年同志会を作り中国革命にも一役買うという訳で、肥田君が動くところ必ず風雲を巻き起こすという熱血漢であったのである。性格は豪放磊落、政敵に対しては一歩も譲らず、その主張を通すという頑固さを持っていた。普通の政治家は第一線を退くと、捨てられた猫のように誰にも顧みられないようになるが、肥田君は任侠があり、仁義に厚く、情にもろい熱血漢であったから、政財界を通じて多数の支持者があり、第一線を退いて寂しいというような感じを抱いたことなどは恐らく一度もなかったと思う」
- 岩淵辰雄（元政治評論家）「肥田さんを知る機会が多くなるにつれて、肥田さんという人は、この人の経歴とは反対に、人間として実に純情で正直で信義の厚い人だということがわかった。池田勇人氏を再び岸内閣に迎え、安保条約の成立では、池田氏が身を挺してこれを支持したことであったが、それも肥田さんの努力の賜物であったし、岸内閣のあとに池田内閣が成立したのも肥田さんの力に負うものが大部分であった」
- 角田文衛（元大阪市大教授）「私どもの問題にしても思いとどまるように諭されている間に、「そこまで覚悟してやっているなら・・・」と言って、訓戒は助言に変わり、助言から奔走に変わるというような情に脆い純粋な方であった。長所は同時に短所であり、この御性格ゆえに一生に亘って随分と損をなされたこともあったであろう。時勢の致すところであろうが、一身の利害を眼中に置かず、信念と情熱に生きる人物は益々影を潜めてゆく現状である。先生はこの類稀な人物の一人であった」
- 河口豪（元広島カープ代表）「深く印象に残るのは、郷土広島カープ育成のための広島市民球場の決定であった。時あたかも肥田先生は自民党の県連会長、「よろしい、私が引き受けた」と大きく胸を叩かれた時は、本当に涙が出るほど嬉しかった。中央政界官界を説得して見事獲得して下さるのみか、球場建設についても配慮されていたが、地元財界寄付となると、先生は自己の面子を捨てられ「縁の下の力持ちでいいのだ」と淡々たる心境をみせられた。偉大だとしみじみ私は感じ、深く先生の崇高な精神に敬意を表したものである。多くの人達も協力した。が、球場今日あるは、なんと言っても先生のお力、と断言してはばからない。先生と球場、あに私のみならんや、広島県市民は永久に忘却してはならないのである」
- 川合貞吉（評論家）「まず先生は、非常に情熱家である。そしてその情熱のなかには、気骨稜々たるものがある。これは先生の祖先からの血で、その大坂の役で破れられた先生の先祖が、再起を期して、あるときは肥後にかくれて島原の乱に加わり、またあるときは安芸に潜入して豪族となられ、あくまで徳川幕府に盾をつかれて、ついに明治における民権運動までその反骨を貫かれた、その肥田一族の血である。しかし、先生がそうした反骨があるのにも拘わらず、政治家としての出処進退を誤られなかったそのことは、やはり、大坂の役で討死をせず、一族と共に九州に落ち、最後まで再起を期して身を全うされた祖先の堅実な血でもあるのである」

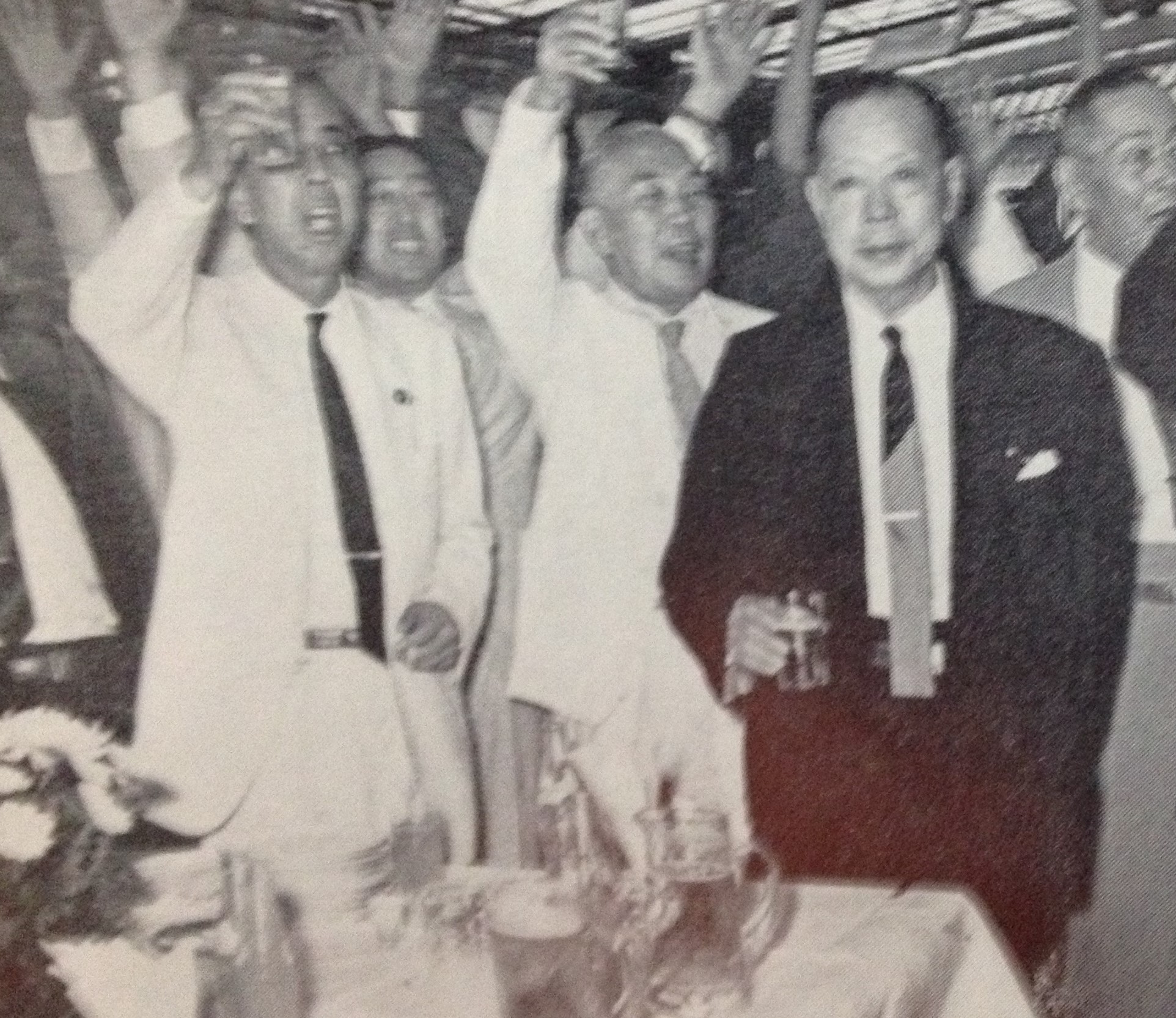
岸信介、肥田琢司、大野伴睦

## 家族・親族

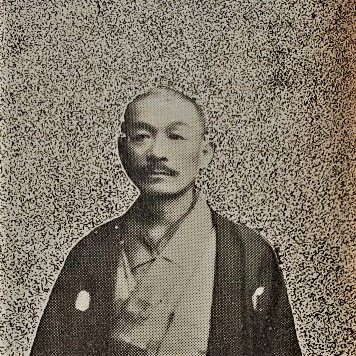
肥田辰之助

- 祖父・肥田利助

広島の大親分と呼ばれていた保守政治家で、幕末に沢原為綱の見廻役としても活躍。
- 父・肥田辰之助

広島県議会議員に連続4期当選し、県会議長にも選出された有力者で、4期目の任期中に急逝。
- 弟・肥田理吉

島根山陰炭鉱や京都志高炭鉱の地権者、渋沢栄一らと日本経済の在り方を論じた実業家、明治大学卒業。
- 弟・肥田広司

広島県政二大派閥の肥田派として台頭した政治家、日米民間外交の第一人者、明治大学卒業。
- 甥・立松敬一

住友銀行常務取締役、ダイビル代表取締役社長、東京大学卒業。
- 大甥・肥田篤

ベンチャー企業代表取締役社長、東証上場企業大株主、アーティスト、関西外国語大学卒業。
- 大甥・肥田淳司

日本航空健康保険組合常務理事、保険者機能を推進する会代表世話人、慶應義塾大学卒業。